# Regering-Bethlen

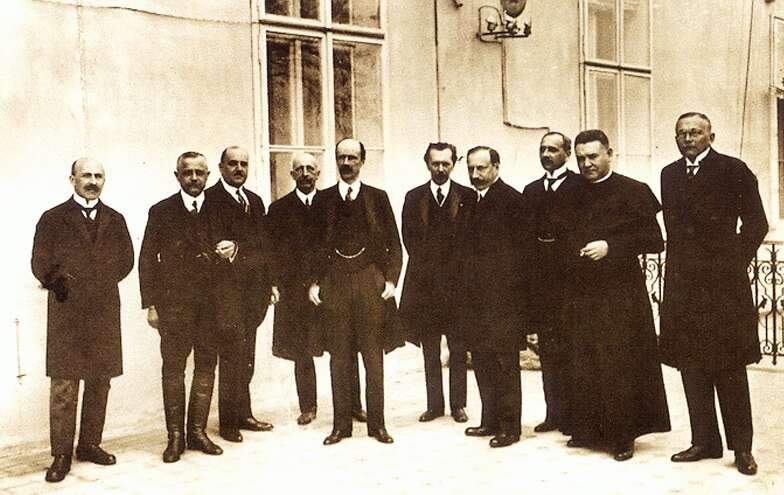
De aantredende regering-Bethlen na de eedaflegging

De regering-Bethlen was de regering die van 1921 tot 1931 Hongarije bestuurde, met István Bethlen als premier.

## Geschiedenis
Na de Eerste Wereldoorlog verkeerde Hongarije in politieke chaos en volgende de ene regering de andere in recordtempo op. Met het Verdrag van Trianon verloor Hongarije ook meer dan twee derde van zijn grondgebied, inclusief belangrijke mijngebieden. De economie van het land lag in puin. Regent Miklós Horthy stelde Bethlen op 14 april 1921 aan als premier. Bethlen zag het als zijn belangrijkste opgave om de Hongaarse economie en samenleving te stabiliseren. Hij sloot ook een geheim pact met de Sociaaldemocratische Partij van Hongarije om enerzijds een einde te brengen aan de massale stakingen en anderzijds de repressie tegen sociaaldemocraten stop te zetten. De regering voerde een verplichte ziekte- en pensioensverzekering in en hervormde het onderwijs. In 1924 richtte de regering de Nationale Bank Hongarije op, die in 1927 de pengő invoerde als nieuwe munteenheid.
Op vlak van buitenlandse politiek was het herzien van de grenzen zoals vastgelegd in het Verdrag van Trianon het belangrijkste doel. Deze pogingen waren echter weinig succesvol. Het enige beperkte succes dat de regering kon boeken op dit vlak was het Sopron-referendum, waardoor de stad Sopron en de omliggende dorpen bij Hongarije bleven, in plaats van aan Oostenrijk te worden overgedragen. De regering probeerde de Duitse en Russische greep op Hongarije zoveel mogelijk te beperken en trachtte goede relaties aan te knopen met het Verenigd Koninkrijk en Italië. 
Tijdens de crisis die in 1929 uitbrak werd de regering-Bethlen genoopt tot het doorvoeren van bezuinigingsmaatregelen, hetgeen leidde tot een afname van de steun bij de bevolking. Desalniettemin won hij de landdagverkiezingen van 1931, maar trad kort daarna af.

## Samenstelling
| Functie en bevoegdheden              | Naam                        | Termijn                             |  | Partij                                    |
| ------------------------------------ | --------------------------- | ----------------------------------- |  | ----------------------------------------- |
| Premier                              | István Bethlen              | 14 april 1921 – 24 augustus 1931    |  | Eenheidspartij                            |
| Minister van Binnenlandse Zaken      | Gedeon Ráday                | 14 april 1921 – 3 december 1921     |  | Partij van Christelijke Nationale Eenheid |
| Minister van Binnenlandse Zaken      | Kuno von Klebelsberg        | 3 december 1921 – 6 juni 1922       |  | Eenheidspartij                            |
| Minister van Binnenlandse Zaken      | Iván Rakovszky              | 6 juni 1922 – 15 oktober 1926       |  | Eenheidspartij                            |
| Minister van Binnenlandse Zaken      | Béla Scitovszky             | 15 oktober 1926 – 24 augustus 1931  |  | Eenheidspartij                            |
| Minister van Buitenlandse Zaken      | Miklós Bánffy               | 14 april 1921 – 19 december 1922    |  | onafhankelijk                             |
| Minister van Buitenlandse Zaken      | Géza Daruváry               | 19 december 1922 – 7 oktober 1924   |  | onafhankelijk                             |
| Minister van Buitenlandse Zaken      | István Bethlen (waarnemend) | 7 oktober 1924 – 15 november 1924   |  | Eenheidspartij                            |
| Minister van Buitenlandse Zaken      | Tibor Scitovszky            | 15 november 1924 – 17 maart 1925    |  | Eenheidspartij                            |
| Minister van Buitenlandse Zaken      | Lajos Walko                 | 17 maart 1925 – 9 december 1930     |  | Eenheidspartij                            |
| Minister van Buitenlandse Zaken      | Gyula Károlyi               | 9 december 1930 – 24 augustus 1931  |  | Eenheidspartij                            |
| Minister van Defensie                | Sándor Belitska             | 14 april 1921 – 8 juni 1923         |  | onafhankelijk                             |
| Minister van Defensie                | Károly Csáky                | 8 juni 1923 – 10 oktober 1929       |  | onafhankelijk                             |
| Minister van Defensie                | Gyula Gömbös                | 10 oktober 1929 – 24 augustus 1931  |  | Eenheidspartij                            |
| Minister van Financiën               | Lóránt Hegedüs              | 14 april 1921 – 27 september 1921   |  |                                           |
| Minister van Financiën               | Lajos Hegyeshalmy           | 27 september 1921 – 4 oktober 1921  |  | Partij van Christelijke Nationale Eenheid |
| Minister van Financiën               | István Bethlen (waarnemend) | 4 oktober 1921 – 3 december 1921    |  | Eenheidspartij                            |
| Minister van Financiën               | Tibor Kállay                | 3 december 1921 – 20 februari 1924  |  | Eenheidspartij                            |
| Minister van Financiën               | Lajos Walko                 | 20 februari 1924 – 25 maart 1924    |  | Eenheidspartij                            |
| Minister van Financiën               | Frigyes Korányi             | 25 maart 1924 – 15 november 1924    |  | Eenheidspartij                            |
| Minister van Financiën               | János Bud                   | 15 november 1924 – 5 september 1928 |  | Eenheidspartij                            |
| Minister van Financiën               | Sándor Wekerle jr.          | 5 september 1928 – 24 augustus 1931 |  | Eenheidspartij                            |
| Minister van Godsdienst en Onderwijs | József Vass                 | 14 april 1921 – 16 juni 1922        |  | Eenheidspartij                            |
| Minister van Godsdienst en Onderwijs | Kuno von Klebelsberg        | 16 juni 1922 – 24 augustus 1931     |  | Eenheidspartij                            |
| Minister van Landbouw                | István Nagyatádi Szabó      | 14 april 1921 – 3 december 1921     |  | Partij van Kleine Boeren en Landarbeiders |
| Minister van Landbouw                | János Mayer                 | 3 december 1921 – 16 juni 1922      |  | Partij van Kleine Boeren en Landarbeiders |
| Minister van Landbouw                | István Nagyatádi Szabó      | 16 juni 1922 – 14 oktober 1924      |  | Eenheidspartij                            |
| Minister van Landbouw                | István Bethlen (waarnemend) | 14 oktober 1924 – 15 november 1924  |  | Eenheidspartij                            |
| Minister van Landbouw                | János Mayer                 | 15 november 1924 – 24 augustus 1931 |  | Eenheidspartij                            |
| Minister van Welzijn                 | Nándor Bernolák             | 14 april 1921 – 1922                |  |                                           |
| Minister van Welzijn                 | József Vass                 | 1922 – 1930                         |  | Eenheidspartij                            |
| Minister van Welzijn                 | Sándor Ernszt               | 1930 – 24 augustus 1931             |  | KGSZP                                     |
| Minister van Justitie                | Vilmos Pál Tomcsányi        | 14 april 1921 – 16 juni 1922        |  |                                           |
| Minister van Justitie                | Géza Daruváry               | 16 juni 1922 – 11 juni 1923         |  | onafhankelijk                             |
| Minister van Justitie                | Emil Nagy                   | 11 juni 1923 – 21 februari 1924     |  | Eenheidspartij                            |
| Minister van Justitie                | István Bethlen (waarnemend) | 21 februari 1924 – 13 maart 1924    |  | Eenheidspartij                            |
| Minister van Justitie                | Pál Pesthy                  | 13 maart 1924 – 8 januari 1929      |  | Eenheidspartij                            |
| Minister van Justitie                | István Bethlen (waarnemend) | 8 januari 1929 – 4 februari 1929    |  | Eenheidspartij                            |
| Minister van Justitie                | Tibor Zsitvay               | 4 februari 1929 – 24 augustus 1931  |  | Eenheidspartij                            |